# Janseodes melanosticta
Janseodes melanosticta är en fjärilsart som beskrevs av George Francis Hampson 1891. Janseodes melanosticta ingår i släktet Janseodes och familjen nattflyn. Inga underarter finns listade i Catalogue of Life.